# Michael Wirth (Rechtswissenschaftler, 1571)
Michael Wirth (* 14. Oktober 1571 in Löwenberg, Herzogtum Schweidnitz-Jauer; † 25. Mai 1618 in Leipzig) war ein deutscher Rechtswissenschaftler.

## Leben
Geboren als Sohn des Ratsherrn und Kirchenvaters Johann Wirth und seiner Frau Anna Scholtz, besuchte er die Schule seines Heimatortes, kam in seinem 14. Lebensjahr auf das Gymnasium in Görlitz, wo er von dem dortigen Schulrektor Laurentius Luduvici gefördert wurde. So erwarb er sich das Rüstzeug, um eine Universität besuchen zu können. Er entschied sich für die Universität Leipzig, da an jenem Anverwandte wohnten, wobei er zunächst bei dem alten Mediziner Georg Wirth unterkam.
Noch im selben Jahr absolvierte er den Grad eines Baccalaureus der Philosophie und erwarb er sich 1592 den akademischen Grad eines Magisters. Er konzentrierte sich im Anschluss auf ein Studium der Rechte. Dazu zog er zu Michael Wirth der Ältere, von dem er nun in dieser Disziplin gefördert wurde. So wurde er 1595 Baccalaureus der Rechte, erwarb sich 1599 das Lizentiat der Rechtswissenschaften und promovierte 1601 zum Doktor beider Rechte.
Nachdem er 1594 Collegiat am Collegium Mariani geworden war, hatte man ihn 1595 in die philosophische Fakultät aufgenommen, wo er 1597 das Dekanat verwaltete. Für seine Studien hatte er sich unter anderem auch 1595 ein Jahr lang an der Universität Helmstedt aufgehalten, war im Pestjahr 1598 an der Universität Frankfurt (Oder) und wurde nach der Erlangung des Doktorgrades 1601 als Assessor in die juristische Fakultät aufgenommen, damit verbunden wurde er Domherr in Merseburg und erhielt eine außerordentliche Professur an der Leipziger Hochschule.
1604 übernahm er die ordentliche Professur der Pandekten, 1606 wurde er Assessor im kurfürstlich sächsischen Oberhofgericht in Leipzig, versah 1604, 1612 das Amt des Prorektors der Hochschule, sowie 1616 das Amt des Rektors der Alma Mater. 1617 erhielt er die Bestallung zum kurfürstlich sächsischen Appellationsrat, welches Amt er jedoch wegen seiner Krankheit nicht mehr ausführen konnte. Er hatte nach einer kurfürstlichen Anweisung an der Visitation der Superintendenten teilgenommen, kehrte von dort zu seiner Familie zurück und erkrankte an Wassersucht, woran er verstarb. Sein Leichnam wurde am 28. Mai 1618 unter großer Anteilnahme beigesetzt.

## Familie
Er heiratete am 28. Januar 1605 Elisabeth (* 12. Januar 1585 in Wittenberg; † 26. September 1635), die Tochter von Polykarp Leyser der Ältere. Während ihrer 13-jährigen Ehe sind drei Söhne und vier Töchter geboren worden. Davon überlebten ihn nur die Kinder Polycarp Wirth, Michael Wirth und Anna Magdalena Wirth (* 1614, † 25. Juli 1635, heiratet Casper Michael Welsch, † 1641).